# Черемхова (Свердловская область)
Черемхова — деревня в Белоярском районе Свердловской области России. Входит в Белоярский муниципальный округ.
Ранее деревня входила в состав Совхозного сельсовета Белоярского района.

## География
Деревня Черемхова расположена на правом берегу реки Камышенки, в 21 километре к юго-юго-востоку от посёлка Белоярского.

### Часовой пояс
Черемхова, как и вся Свердловская область, находится в часовой зоне МСК+2. Смещение применяемого времени относительно UTC составляет +5:00.

## Население
| 2002 | 2010 |
| ---- | ---- |
| 18   | ↘12  |

## Инфраструктура
В деревне Черемховой семь улиц: 8 Марта, Восточная, Гагарина, Декабристов, Ленина, Новая и Солнечная.

## Известные уроженцы
- Николай Антонович Попов — участник Великой Отечественной войны, Герой Советского Союза (1943)[7].